# Kanton Boulay-Moselle
Der Kanton Boulay-Moselle ist seit 1790 ein französischer Wahlkreis im Arrondissement Forbach-Boulay-Moselle im Département Moselle in der Region Grand Est (bis 2015 Lothringen). Sein Hauptort ist Boulay-Moselle.

## Geschichte
Der Kanton wurde am 15. Februar 1790 im Zuge der Einrichtung der Départements als Teil des damaligen „Distrikts Boulay“ gegründet. Als 1802 der damalige Kanton Varize aufgelöst wurde, wurde der Kanton Boulay-Moselle um die meisten Ortschaften dieses Kantons erweitert. Von 1871 bis 1919 sowie von 1940 bis 1944 gab es keine weitere Untergliederung des damaligen „Kreises Bolchen“. Bis 2015 gehörten 33 Gemeinden zum Kanton Boulay-Moselle. Mit der Neuordnung der Kantone in Frankreich sank die Zahl der Gemeinden 2015 auf 31. Die bisherigen Gemeinden Boucheporn und Zimming wechselten zum Kanton Faulquemont, die Gemeinde Holling zum Kanton Bouzonville. Gleichzeitig kam die Gemeinde Creutzwald aus dem Kanton Bouzonville hinzu.

## Geografie
Der Kanton liegt in der Nordhälfte des Départements Moselle an der Grenze zu Deutschland.

## Gemeinden
Der Kanton besteht aus 31 Gemeinden mit insgesamt 31.875 Einwohnern (Stand: 1. Januar 2022) auf einer Gesamtfläche von 242,79 km²:
| Gemeinde              | Mundart Patois                | Deutsch            | Einwohner (2022) | Fläche (km²) | Code postal | Code Insee |
| --------------------- | ----------------------------- | ------------------ | ---------------- | ------------ | ----------- | ---------- |
| Bannay                | Bénaïe                        | Bizingen (Bizing)  | 75               | 4,11         | 57220       | 57048      |
| Bettange              | Bétting/Betténgen             | Bettingen          | 244              | 3,73         | 57220       | 57070      |
| Bionville-sur-Nied    | Bingen                        | Bingen             | 393              | 8,43         | 57220       | 57085      |
| Bisten-en-Lorraine    | Beschten ém Loch              | Bisten-im-Loch     | 249              | 4,48         | 57220       | 57087      |
| Boulay-Moselle        | Bolchin                       | Bolchen            | 5.479            | 19,55        | 57220       | 57097      |
| Brouck                | Brouchen                      | Bruchen            | 81               | 2,98         | 57220       | 57112      |
| Condé-Northen         | Konchen                       | Contchen           | 722              | 10,92        | 57220       | 57150      |
| Coume                 | Kum                           | Kuhmen             | 601              | 14,9         | 57220       | 57154      |
| Creutzwald            | Kritzwald/Kreizwald/Kritzwold | Kreuzwald          | 12.389           | 26,72        | 57150       | 57160      |
| Denting               | Denting                       | Dentingen          | 273              | 9,67         | 57220       | 57172      |
| Éblange               | Eibling                       | Eblingen           | 363              | 3,32         | 57220       | 57187      |
| Gomelange             | Gelmingen                     | Gelmingen          | 472              | 9,4          | 57220       | 57252      |
| Guerting              | Gerténgen                     | Gertingen          | 870              | 5,64         | 57880       | 57274      |
| Guinkirchen           | Gängkerchin                   | Gehnkirchen        | 143              | 5,15         | 57220       | 57277      |
| Ham-sous-Varsberg     | Homm                          | Ham unter Varsberg | 2.889            | 6,53         | 57880       | 57288      |
| Helstroff             | Helschtroff                   | Helsdorf           | 484              | 7,91         | 57220       | 57312      |
| Hinckange             | Hängking                      | Heinkingen         | 328              | 6,07         | 57220       | 57326      |
| Mégange               | Mägen/Mengen                  | Mengen             | 140              | 4,96         | 57220       | 57455      |
| Momerstroff           | Momerschtroff                 | Momesdorf          | 297              | 6,17         | 57220       | 57471      |
| Narbéfontaine         | Memerschbronn                 | Memersbronn        | 115              | 3,58         | 57220       | 57495      |
| Niedervisse           | Nidderwis                     | Niederwiese        | 276              | 5,77         | 57220       | 57507      |
| Obervisse             | Oberwis                       | Oberwiese          | 157              | 4,4          | 57220       | 57519      |
| Ottonville            | Ottendroff                    | Ottendorf          | 455              | 15,71        | 57220       | 57530      |
| Piblange              | Piwlingen                     | Pieblingen         | 965              | 9,59         | 57220       | 57542      |
| Roupeldange           | Roupling                      | Ruplingen          | 338              | 2,52         | 57220       | 57599      |
| Téterchen             | Téterchen                     | Teterchen          | 765              | 8,75         | 57220       | 57667      |
| Valmunster            | Walminschter                  | Valmünster         | 82               | 3,14         | 57220       | 57691      |
| Varize-Vaudoncourt    | Wibelskirch                   | Waibelskirchen     | 501              | 13,87        | 57220       | 57695      |
| Varsberg              | Warschberg                    | Varsberg           | 972              | 4,15         | 57880       | 57696      |
| Velving               | Welwing                       | Welwingen          | 204              | 4,71         | 57220       | 57705      |
| Volmerange-lès-Boulay | Wolmeringen                   | Volmeringen        | 553              | 5,96         | 57220       | 57730      |
| Kanton Boulay-Moselle | Bolchin                       | Bolchen            | 31.875           | 242,79       | -           | -          |

Bis zur landesweiten Neuordnung der französischen Kantone im März 2015 gehörten zum Kanton Boulay-Moselle die 33 Gemeinden Bannay, Bettange, Bionville-sur-Nied, Bisten-en-Lorraine, Boucheporn, Boulay-Moselle (Hauptort), Brouck, Condé-Northen, Coume, Denting, Éblange, Gomelange, Guerting, Guinkirchen, Ham-sous-Varsberg, Helstroff, Hinckange, Holling, Mégange, Momerstroff, Narbéfontaine, Niedervisse, Obervisse, Ottonville,  Piblange, Roupeldange, Téterchen, Valmunster, Varize, Varsberg, Velving, Volmerange-lès-Boulay und Zimming. Sein Zuschnitt entsprach einer Fläche von 235,45 km2.

### Bevölkerungsentwicklung
| 1962   | 1968   | 1975   | 1982   | 1990   | 1999   | 2006   | 2012   |
| ------ | ------ | ------ | ------ | ------ | ------ | ------ | ------ |
| 13.299 | 14.566 | 15.473 | 17.295 | 18.076 | 18.056 | 19.289 | 21.203 |

## Politik
Im 1. Wahlgang am 22. März 2015 erreichte keines der vier Kandidatenpaare die absolute Mehrheit. Bei der Stichwahl am 29. März 2015 gewann das Gespann Jean-Paul Dastillung/Ginette Magras (beide UD) gegen Josyane Bialek/Gérard Vuillaume (beide FN) mit einem Stimmenanteil von 54,81 % (Wahlbeteiligung:48,67 %).
Seit 1945 hatte der Kanton folgende Abgeordnete im Rat des Départements:
| Vertreter im conseil général (1) des Départements | Vertreter im conseil général (1) des Départements | Vertreter im conseil général (1) des Départements         |
| Amtszeit                                          | Name                                              | Partei                                                    |
| ------------------------------------------------- | ------------------------------------------------- | --------------------------------------------------------- |
| 1945–1949                                         | Joseph Boutter                                    | MRP                                                       |
| 1949–1955                                         | Joseph Martin                                     | RPF, danach Républicains sociaux                          |
| 1955–1961                                         | Pierre Oulerich                                   | MRP                                                       |
| 1961–1992                                         | Julien Schvartz                                   | Union des démocrates pour la République (UDR), danach RPR |
| 1992–2015                                         | André Boucher                                     | DVD                                                       |
| 2015–                                             | Jean-Paul Dastillung Ginette Magras               | Union de la Droite                                        |

(1) seit 2015 Departementrat